# فرد أندرسون
فرد أندرسون هو سياسي كندي، ولد في 9 سبتمبر 1878 في الهند، وتوفي في 13 يونيو 1951 في كالغاري في كندا. حزبياً، نشط في حزب الائتمان الاجتماعي في ألبرتا ‏. وقد انتخب عضو الجمعية التشريعية ألبرتا.